# نخل روغنی
نخل روغنی (Elaeis) سرده ای از گیاهان گلدار از خانواده نخل‌ها است که دو گونه را شامل می‌شود. این درخت در کشاورزی به جهت فرآوری روغن نخل به کار می‌رود. گونه آفریقایی آن در غرب آفریقا، بین آنگولا و گامبیا و گونه آمریکایی‌اش در نواحی گرمسیر آمریکای جنوبی و مرکزی یافت می‌شود.
گونه نخل روغنی آفریقایی از اوایل دهه ۱۹۰۰ میلادی در سوماترا و مالزی شناسانده و کشت شده‌است.